# Culture de l'Uruguay
 (avril 2015).
Si vous disposez d'ouvrages ou d'articles de référence ou si vous connaissez des sites web de qualité traitant du thème abordé ici, merci de compléter l'article en donnant les références utiles à sa vérifiabilité et en les liant à la section « Notes et références ».

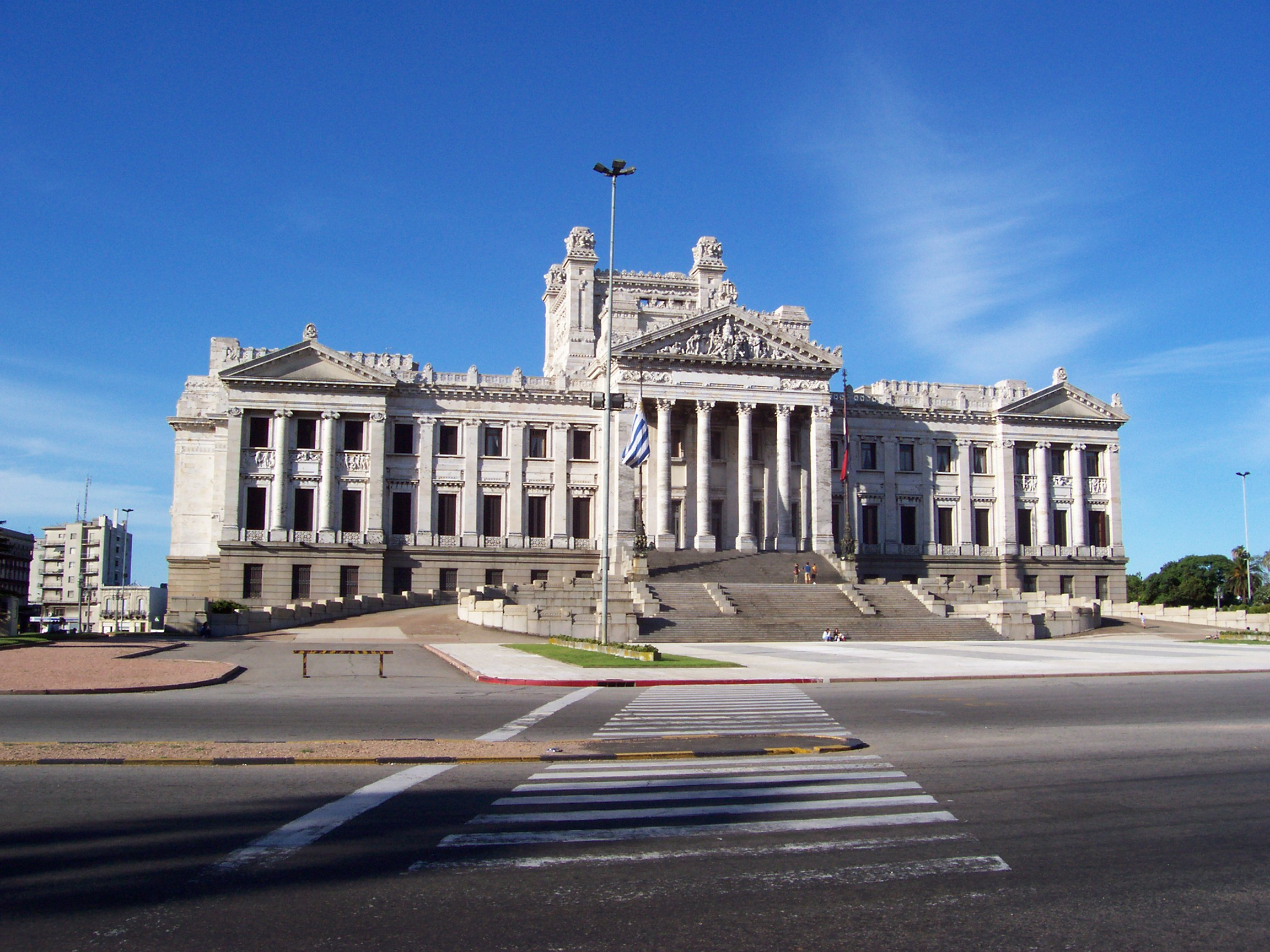
Le Parlement à Montevideo.

La culture de l'Uruguay, pays d'Amérique du Sud, désigne d'abord les pratiques culturelles observables de ses habitants (3 500 000, estimation 2017, pour un million vers 1900).
La culture uruguayenne est dominée par les traditions européennes et en particulier par la culture espagnole, puisqu'il s'agit du pays colonisateur, et italienne à cause des nombreuses vagues d'immigration venant de ce pays. La culture amérindienne n'y joue aucun rôle : les anciens peuples étant décimés, leurs cultures ont disparu. L'Uruguay a également été influencé par ses voisins comme l'Argentine, notamment dans les domaines de la musique et des danses folkloriques.

## Langues et peuples
L'espagnol est la langue officielle du pays.
Le portuñol, mélange d'espagnol et de portugais, parlé à la frontière brésilienne, reste très minoritaire. 
L'italien et le français sont compris par une minorité, en raison des nombreuses vagues d'immigration issues de ces pays.
Les peuples indigènes de l'Uruguay (es), amérindiens, autochtones, ont résisté, ont fui, ou ont disparu, par extermination, vers 1831 : Charrúa, Guenoa, Minuano, Bohanes (es), Arachanes (es), Chanás (es), Gyáros (Yaros), Guaranis, Guayanas (es). 
Leurs survivants seraient en 2002 au nombre de 524, soit 0.02 % de la population.
- Langues en Uruguay, Espagnol, Espagnol rioplatense, Portuñol
- Peuples indigènes d'Amérique du Sud

## Éducation
L'Uruguay a l'un des taux d'alphabétisation les plus élevés d'Amérique du Sud avec 98 %. Ceci s'explique par la scolarisation obligatoire pendant neuf ans. Entre 6 ans et 12 ans, les élèves vont à l'école primaire, puis de 12 à 15 ans, ils vont dans les collèges (secondaire élémentaire) et si les élèves ont de bons résultats aux examens nationaux, ils ont le droit d'entrer dans une école secondaire « diversifiée » pour pouvoir obtenir le bachillerato (baccalauréat) qui permet d'accéder à l'université. Ils peuvent aussi entrer dans le secteur secondaire technique en vue d'obtenir le bachillerato tecnico. L'éducation nationale fut mise en place en 1877 par José Pedro Varela avec le décret de loi de l'Éducation Commune.
Parmi les institutions de l'enseignement supérieur, on peut citer l'Université de la République qui est une université d'état (Universidad de la Republica datant de 1849), mais aussi l'université catholique d'Uruguay Damaso A. Larranaga (Universidad Catolica del Uruguay Damaso A. Larranaga) et l'université privée ORT d'Uruguay (Universidad ORT Uruguay). Pour ceux ayant choisi la filière technique, il existe aussi une université (Universidad del Trabajo). Dans le domaine des arts, l'actrice catalane Margarita Xirgu, exilée en Uruguay après la guerre d'Espagne, fonde en 1949 l'École multidisciplinaire d'art dramatique Margarita Xirgu (EMAD), dont sont issus notamment les comédiens Mateo Chiarino et Enzo Vogrincic.

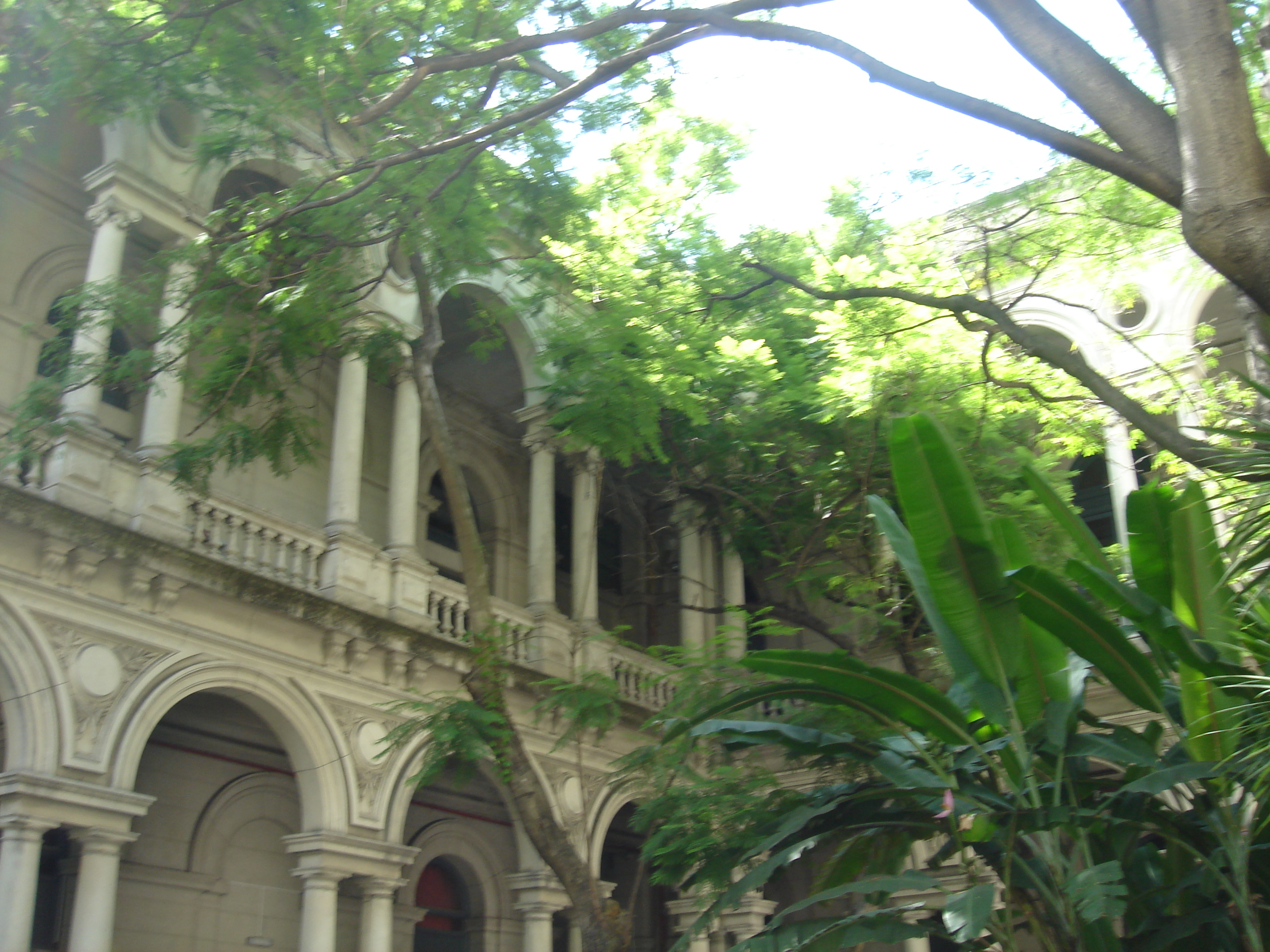
Bâtiment de 1911 de l'Université de la République ("UdelaR").

Montevideo possède l'édifice de la Bibliothèque nationale de l'Uruguay riche d'environ 900 000 volumes.

## Tradition

### Religion
- Généralités
  - Anthropologie de la religion
  - Religion en Amérique latine
- Situation en Uruguay, Religion en Uruguay (en)
  - Christianisme en Uruguay (58-60 %), dont catholicisme (40-50 %), protestantismes (6-10 %)
  - Sans religion (agnostiques et athées) (35-47 %)
  - Umbanda (proche du candomblé) (0,6 %), avec la divinité Iemanja (Yemoja)
  - Autres religions (<0,5 %), dont 
    - Baha'isme en Uruguay (en),
    - Hindouisme en Uruguay (en),
    - Islam en Uruguay (en)
    - Judaïsme, liste de synagogues en Uruguay (en), histoire des Juifs en Uruguay, et en Amérique latine
- Liberté de religion en Uruguay (en)
- Irréligion en Uruguay (en)
- Athéisme en Uruguay (es)
- Franc-maçonnerie en Uruguay

L'Église et l'État sont séparés depuis 1916. La liberté des cultes est garantie par la Constitution uruguayenne. Près de 55 % de la population est de confession catholique, 5-10 % est protestante, <1 % est juive et 30-40 % de la population dit appartenir à une autre religion ou n'en a pas.
- Listes de constructions religieuses en Uruguay (en)

### Symboles
- Armoiries de l'Uruguay (1829)
- Drapeau de l'Uruguay (1830)
- Orientales, la Patria o la tumba (Uruguayens, la Patrie ou la Mort !), hymne national, Liste des hymnes nationaux
- Devise nationale : Libertad o muerte (espagnol, La liberté ou la mort)
- Emblème végétal : Erythrina crista-galli ou ceibo
- Emblème animal : Vanneau téro
- Saint patron (chrétien) par pays (en) : La Sainte Vierge (Nuestra Señora de los Treinta y Tres), Jacques d'Alphée et apôtre Philippe
- Père de la Nation : José Gervasio Artigas
- Épopée nationale : La Leyenda Patria de Juan Zorrilla de San Martín
- Poète national : Juan Zorrilla de San Martín (1855-1931)
- Couleurs nationales : bleu et blanc
- Plat national : asado, chivito

### Folklore et Mythologie
- Mythologie de l'Amérique du Sud (es)

- Mythologie précolombienne

### Mythes modernes
- Légion italienne (1843-1848)
- Comte de Lautréamont (1846-1870)
- Club Atlético Peñarol, depuis 1891
- Tupamaros (1960-1985)
- Pepe Mujica (1935-)

### Pratiques
- La tradition des gnocchis du 29 est répandue en Uruguay, comme en Argentine et au Paraguay. La coutume est de manger des gnocchis le 29 de chaque mois et de placer de l'argent sous le plat pour apporter chance et prospérité aux convives.

## Fêtes
Les fêtes importantes sont :
- le Carnaval ;
- Pâques qui suit la Semana Criolla (Semaine du rodéo) où des gaúchos font des démonstrations d'acrobaties équestres ;
- le jour des Treinta y Tres Orientales, jour où Juan Antonio Lavalleja et ses 33 volontaires ont commencé la révolte contre les Portugais en 1825 ;
- le jour de la commémoration de la bataille de Las Piedras, au cours de laquelle José Gervasio Artigas battit les espagnols près de Montevideo ;
- le Día de la Raza (ou « jour de la Race »), qui symbolise la découverte de l'Amérique par Christophe Colomb ;
- le jour de l'indépendance fêté le 25 août.

Pour bien séparer l'État et l'Église, les jours de fêtes religieuses ont changé de nom, par exemple, Noël est le « jour de la Famille ».
- Jours fériés publics en Uruguay (en)
- Liste des fêtes en Amérique latine (en), dont l'Uruguay (en)

## Vie sociale
- Latino-américains

### Groupes humains
- Afrouruguayo (es) Uruguayen(s) d'origine africaine
- Diaspora uruguayenne

### Droit
- Femmes en Uruguay (en)
- Droits de l'homme en Uruguay (en)
- Droits LGBT en Uruguay
- Violence domestique en Uruguay
- Prostitution en Uruguay
- Corruption en Uruguay (en)
- Trafic d'êtres humains en Uruguay (en)
- Criminalité en Uruguay
- Cannabis en Uruguay
- Commerce illégal de drogue en Amérique latine (en)
- Rapport 2015-2016 de Amnesty International[5]

### État
- Histoire de l'Uruguay
- Politique en Uruguay
- Guerres impliquant l'Uruguay

## Arts de la table

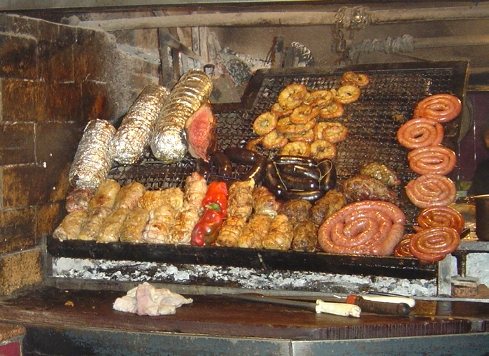
Asado avec achuras et saucisses.

### Cuisine
- Cuisine de l'Uruguay
- Cuisine du Paraguay
- Cuisine argentine, Cuisine brésilienne
- Pastel de papa, Chimichurri, Buñuelos, Chivito
- Confiture de lait (Dulce de leche)

Les Uruguayens mangent très peu le matin et le midi, et font du repas du soir quelque chose de très important.
La cuisine s'inspire aussi des origines espagnoles ou italiennes des habitants, à tel point que la pizza ou les pâtes sont devenues plats nationaux.

### Boissons

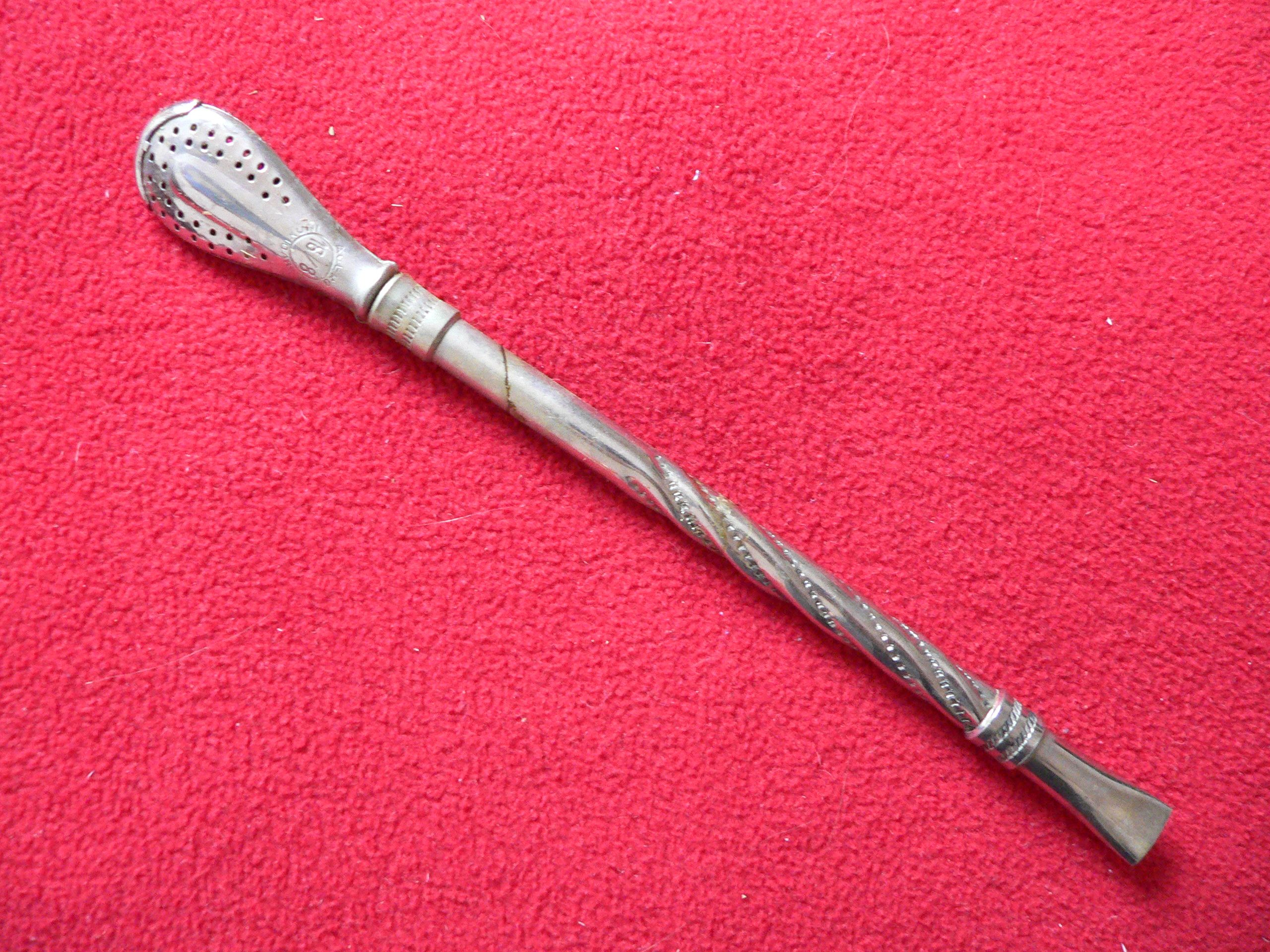
Une bombilla traditionnelle.

- Maté, Mate cocido, Yerba Mate (Tereré), thé/infusion
- Bière
- Submarino / Remo, Grappamiel, Siete y tres,
- Viticulture en Uruguay

Le clericó est un vin local, mélange de vin mousseux et de vin blanc, très populaire pour les fêtes.
Le maté est bu par la majorité des Uruguayens. Il est fréquent de voir des personnes à l'arrêt d'un bus, portant d'une main un thermos et de l'autre calebasse et bombilla. On le boit généralement amer, mais on peut y ajouter du sucre. Au goûter, on le boit aussi avec du lait en mangeant des petits gâteaux secs salés : c'est le « maté cocido » (maté cuit).
Les gauchos (garçons vachers), qui gardent les troupeaux de bétail, campent souvent sous les branches des ombús géants. Ils allument alors un feu pour préparer le asado (barbecue), et font bouillir de l'eau pour préparer le maté (une sorte de thé amer) qu'ils versent dans une petite calebasse creusée et séchée, et le boivent avec une paille d'argent munie d'un filtre. Cette paille, appelée une bombilla, est souvent gravée. Une personne du groupe est chargée de la préparation. Il remplit le récipient d'eau chaude et le passe au suivant, qui lui rend quand il a fini. Le premier remplit à nouveau le maté et le passe à la personne suivante et ainsi de suite. La calebasse passe de main en main, et chacun boit avec la paille.

## Santé
- Santé en Uruguay (en)
- Avortement en Uruguay
- Euthanasie en Uruguay
- Tabac en Uruguay (en)
- Cannabis en Uruguay
- Traitement de l'eau en Uruguay (en)

### Activités physiques
- Football, volley-ball, golf, musculation, athlétisme, sports nautiques...

### Jeux populaires
Des origines italiennes, les habitants ont gardé la bocce (la pétanque) où le but est de lancer ses boules et de les placer au plus près d'une boule cible.

### Sports
- Sport en Uruguay
- Athlétisme, football, handball, rugby, tennis, basket-ball, cyclisme, volley-ball...
- Uruguay aux Jeux olympiques
- Uruguay aux Jeux paralympiques
- Uruguay aux Deaflympics
- Uruguay aux Jeux sud-américains
- Jeux panaméricains, Jeux bolivariens

Les sports important sont le football, le basket-ball qui commence à être très suivi, mais aussi les sports équestres avec le saut d'obstacles et le polo. Plus traditionnels, les gauchos jouent au pato, où deux équipes à cheval s'affrontent pour la possession d'une balle à poignées, mais aussi à la criolla (rodéo), où il faut se maintenir le plus longtemps possible en selle sur un cheval sauvage. Ces criollas ont lieu un peu partout pendant l'année, mais la plus réputée est celle de Montevideo, à Pâques.
Le football est comme dans toute l'Amérique latine, un sport national. La popularité de l'équipe nationale qui a gagné les coupes du monde de 1930 et de 1950 en témoigne. Le pays possède une fédération de football et deux championnats de première division et de seconde division. Les clubs de Peñarol et le Nacional sont les deux plus grandes équipes du pays et jouent toutes deux à Montevideo respectivement dans le Stade Contador Damiani et dans le Stade Centenario.

### Arts martiaux
- Boxe, Karaté, Judo

## Médias
- Médias en Uruguay (en)
- Télécommunications en Uruguay (en)

### Presse écrite
- Liste de journaux en Uruguay[7]
- El País (Uruguay)
- Presse coopérative, La Diairia[8]

### Radio
- Liste de stations de radio en Uruguay (en)

### Télévision
- Télévision en Uruguay
- Liste des chaînes de télévision en Uruguay (en)

### Internet
- Censure d'internet par pays (en)
- Internet en Uruguay (en)

## Littérature
- Littérature uruguayenne
- Quelques écrivains uruguayens francophones : Jules Laforgue, Comte de Lautréamont, Jules Supervielle
- Génération 45 (en)[9]

- Littérature sud-américaine[10],[11],[12],[13], Réalisme magique
- Prix Rómulo Gallegos, Premio Iberoamericano Planeta-Casa de América de Narrativa (en)
- Prix littéraires uruguayens : Concurso Literario Juan Carlos Onetti (en), Premios Bartolomé Hidalgo (en)
- Académie nationale des lettres de l'Uruguay

- Ariel '1900), de José Enrique Rodó, une des plus grandes œuvres littéraires de l'Uruguay, traite du besoin de maintenir des valeurs spirituelles dans un monde tourné vers le progrès matériel et technique.

En théâtre, les pièces de Florencio Sánchez traitant de problèmes sociaux sont encore jouées de nos jours.
En poésie, Juan Luis Zorilla de San Martín est l'auteur de très importants poèmes épiques sur l'histoire du pays (comme Tabaré). Juana de Ibarbourou et Delmira Agustini développèrent la poésie féminine. Julio Herrera y Reissig est considéré comme l'un des plus grands poètes uruguayens.
Parmi les écrivains contemporains, on remarque Juan Carlos Onetti, Mario Benedetti, Eduardo Galeano, Mario Levrero, Jorge Majfud, Luis do Santos.
Le poète et écrivain Ricardo Paseyro, ancien ambassadeur de l'Uruguay en France, écrit aussi bien en espagnol qu'en français.

## Artisanats
- Arts appliqués, Arts décoratifs, Arts mineurs, Artisanat d'art, Trésor humain vivant, Maître d'art
- Artisans de l'Uruguay
- Dumas Oroño (en) (1921-2005), potier
- Carlos Páez Vilaró (1923-2014), potier

Les savoir-faire liés à l’artisanat traditionnel relèvent (pour partie) du patrimoine culturel immatériel de l'humanité. On parle alors de trésor humain vivant. Mais une grande partie des techniques artisanales ont régressé, ou disparu, dès le début de la colonisation, et plus encore avec la globalisation, sans qu'elles aient été suffisamment recensées et documentées.

## Arts visuels
L'État subventionne l'art pour que celui-ci puisse exister.
- Museo Nacional de Artes Visuales (1911)

### Peinture
Nous pouvons facilement dégager de grands noms en ce qui concerne la peinture uruguayenne. Il y a par exemple Juan Manuel Blanes qui a peint des toiles représentant la vie des gauchos et les grands moments de l'histoire du pays, mais aussi Joaquín Torres García qui est le créateur de l'universalisme constructif, Pedro Figari qui représentait des scènes de la vie quotidienne à Montevideo et à la campagne, Carlos Sáez, Rafael Barradas, Carmelo de Arzadum, Ernesto Laroche, Felipe Seade y José Cúneo.
- Peinture uruguayenne (es)
- Musées d'art en Uruguay
- MADI (Art), mouvement artistique (1946)
- Biennale de Montevideo (es) (depuis 20012)
- Muralisme uruguayen (es)
- Fondation d'art contemporain (Montevideo) (es)
- El monitor plástico (es) (émission télévisée, depuis 1994)
- Collection Engelman-Ost (es)
- Colectiva Co (es) (COCO, 2016)

### Sculpture
Les grands sculpteurs uruguayens sont José Belloni dont les œuvres qui représentent des scènes de la vie de tous les jours ornent les places publiques de Montevideo, mais aussi Manuel Pena, Juan Manuel Ferrari, José Luis Zorrilla de San Martín, Carlos Moler de Berg, G. Fonseca ou encore G. Cabrera.
- Sculpture uruguayenne (es)

### Architecture
- Architecture en Uruguay
- Habitat traditionnel, fazenda, senzala, hacienda
- Habitat moderne occidental
- Habitat innovant

## Arts du spectacle

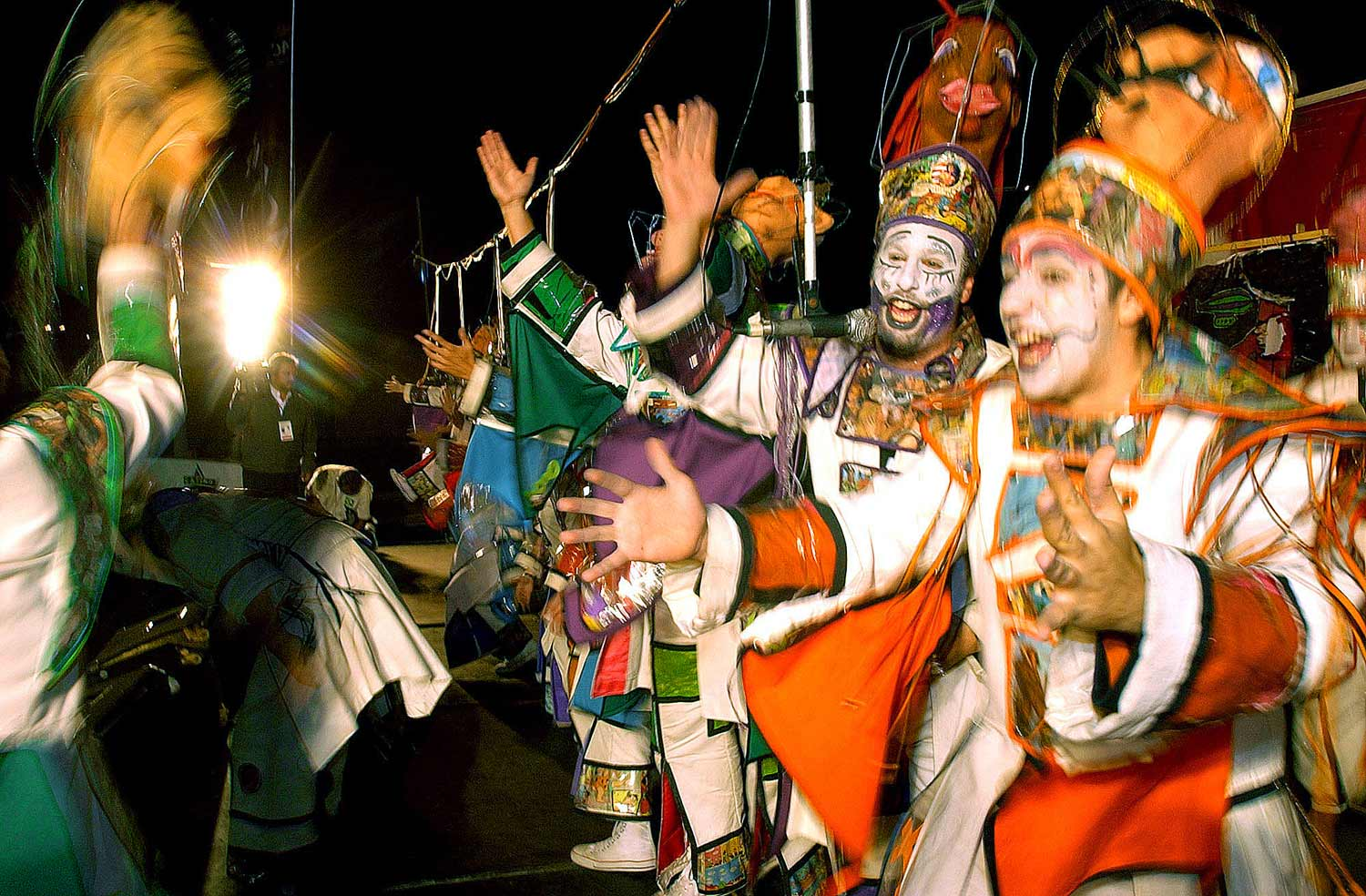
Un groupe de murga en représentation, lors de l'investiture du président Tabaré Vázquez.

- Spectacle vivant, Performance, Art sonore

- Arts de la performance en Uruguay
- Festivals artistiques en Uruguay
- Liste de festivals en Uruguay (en)
- Formation aux arts de la performance en Uruguay

### Musiques
- Musique improvisée, Improvisation musicale
- Musique traditionnelle
- Musique amérindienne
- Musique uruguayenne (en)

La musique uruguayenne par excellence est le tango, ainsi que la milonga dérivée; mais l'Uruguay possède en plus des rythmes qui lui sont exclusifs comme le candombe et la murga, qui prennent leur apothéose le jour des appels llamadas du Carnaval. Deux noms de chanteurs ressortent, Jaime Roos et Jorge Drexler.
- Milonga, Milonga pampeana
- Candombe beat (es)
- Masacalla (es)
- Rock uruguayen

### Danses
- Liste de danses
- Liste de(s) danses nationales (en)
- Liste de danses populaires, ethniques, régionales par origine
- Danse en Uruguay
- Chorégraphes uruguayens
- Ballet Nacional Sodre (es)[15] (1935), réactivé depuis par l'Argentin Julio Bocca
- Candombe, Milonga-candombe (es), Pericón (danza) (es), Gato
- Tango, Guardia Vieja (historia del tango) (es), Guardia Nueva (historia del tango) (es)

### Théâtre
- Improvisation théâtrale, Jeu narratif
- Théâtre en Uruguay (es)
- Salles de théâtre en Uruguay (es) : Théâtre Solís, Miguel Young Theatre (Fray Bentos) (en)
- Personnalités du théâtre uruguayen : Margarita Xirgu, Estela Medina, China Zorrilla, Roxana Blanco, Sergio Blanco
- Gabriel Calderon[16],[17], Uruguay Trilogie (Ore - Ouz - Mi Muñequita)[18]

Le théâtre latino-américain est reconnu par l'Europe, dont la France,,.

### Cinéma
- Cinéma uruguayen
- Liste chronologique des films uruguayens (en)
- Liste de festivals de cinéma en Amérique du sud

### Autres scènes: marionnettes, mime, pantomime, prestidigitation
Les arts mineurs de scène, arts de la rue, arts forains, cirque, théâtre de rue, spectacles de rue, arts pluridisciplinaires, performances manquent encore de documentation pour le pays …
Dans le domaine de la marionnette, on relève Arts de la marionnette en Uruguay, sur le site de l'Union internationale de la marionnette (UNIMA) et Museo Vivo del Títere (es) (Maldonado, 1998).
- Artistes de cirque en Uruguay (es)
- Carnavals en Uruguay (en)

### Autres
- Vidéo, Jeux vidéo, Art numérique, Art interactif
- Culture alternative, Culture underground

## Tourisme
- Tourisme en Uruguay (en) ;
- office de tourisme de l'Uruguay[22] ;
- conseils (diplomatie.gouv.fr) aux voyageurs pour l'Uruguay[23] ;
- conseils (international.gc.ca) aux voyageurs pour l'Uruguay[24].

## Patrimoine

### Musées et autres institutions
Les grandes bibliothèques se trouvent à Montevideo, comme la Bibliothèque nationale de l'Uruguay, la bibliothèque du musée historique national, connue pour ses collections de gravures, de cartes et de pièces, la bibliothèque du Congrès national et les Archives nationales.
Les principaux musées sont le musée d'histoire nationale, le musée national des beaux-arts et le musée d'histoire naturelle, tous construits à Montevideo. Cette centralisation de la culture montre une nouvelle fois la dissymétrie entre la capitale et le reste du pays.

### Liste du Patrimoine mondial
Le programme Patrimoine mondial (UNESCO, 1971) a inscrit dans sa liste du Patrimoine mondial (au 12/01/2016) : Liste du patrimoine mondial en Uruguay.

### Liste représentative du patrimoine culturel immatériel de l’humanité
Le programme Patrimoine culturel immatériel (UNESCO, 2003) a inscrit dans sa liste représentative du patrimoine culturel immatériel de l’humanité (au 15/01/2016) :
- 2009 : Le tango (Argentine - Uruguay) [25],
- 2009 : Le Candombe et son espace socioculturel : une pratique communautaire [26].

### Registre international Mémoire du monde
Le programme Mémoire du monde (UNESCO, 1992) a inscrit dans son registre international Mémoire du monde (au 15/01/2016) :
- 2003 : disques originaux de Carlos Gardel - Collection Horacio Loriente (1913-1935) [27],
- 2015 : guerre de la Triple Alliance[28].